# Dicastero per la comunicazione
Il Dicastero per la comunicazione (in latino Dicasterium pro communicatione) è uno dei 16 dicasteri della Curia romana.

## Storia
Il dicastero è stato istituito inizialmente come Segreteria per la comunicazione da papa Francesco con la lettera apostolica, in forma di motu proprio, L'attuale contesto comunicativo del 27 giugno 2015.
Il 6 settembre 2016 è stato promulgato lo Statuto, entrato in vigore il 1º ottobre successivo.
Il 23 giugno 2018 ha assunto il nome attuale.
Il dicastero è stato confermato dalla riforma della Curia romana attuata da papa Francesco con la costituzione apostolica Praedicate evangelium del 19 marzo 2022.

## Compiti
Il Dicastero per la comunicazione è articolato in cinque direzioni: direzione degli affari generali, direzione editoriale, direzione della sala stampa della Santa Sede, direzione tecnologica e direzione teologico-pastorale.
Al nuovo dicastero della Curia romana è affidato il compito di ristrutturare complessivamente, attraverso un processo di riorganizzazione e di accorpamento, «tutte le realtà che, in diversi modi, fino ad oggi, si sono occupate della comunicazione», al fine di «rispondere sempre meglio alle esigenze della missione della Chiesa».
Le realtà coinvolte in tale processo sono:
- Pontificio consiglio delle comunicazioni sociali;
- Tipografia vaticana;
- Libreria editrice vaticana;
- L'Osservatore Romano;
- Servizio Fotografico;
- Radio Vaticana;
- Sala stampa della Santa Sede;
- Vatican Media.

Il 1º gennaio 2019 si è concluso il processo di accorpamento di tutti i media.

## Cronotassi

### Prefetti
- Dario Edoardo Viganò (27 giugno 2015 - 21 marzo 2018 dimesso e nominato assessore del medesimo dicastero)
- Paolo Ruffini, dal 5 luglio 2018

### Segretari
- Mons. Lucio Adrian Ruiz, dal 27 giugno 2015[5]

### Direzione per gli affari generali

#### Direttori della direzione per gli affari generali
- Paolo Nusiner, dal 27 giugno 2015[5]

#### Vicedirettori della direzione per gli affari generali
- Francesco Valle, dal 18 luglio 2024[6]

### Direzione editoriale

#### Direttori della direzione editoriale
- Andrea Tornielli, dal 18 dicembre 2018

#### Vicedirettori della direzione editoriale
- Sergio Centofanti, dal 22 luglio 2019[7]
- Alessandro Gisotti, dal 22 luglio 2019[7]
- Massimiliano Menichetti, dal 18 luglio 2024[6]

#### Responsabili di Radio Vaticana e Vatican News
- Massimiliano Menichetti, dal 18 luglio 2024[6]

### Assessori
- Dario Edoardo Viganò (21 marzo 2018 - 31 agosto 2019 nominato vicecancelliere della Pontificia accademia delle scienze e della Pontificia accademia delle scienze sociali)